# چبیشین، استان اوپوله
چبیسزین، استان آپوله (به لاتین: Trzebiszyn, Opole Voivodeship) یک سکونتگاه مسکونی در لهستان است که در Gmina Lasowice Wielkie واقع شده‌است.

## خصوصیات
چبیسزین ۲۴۸ نفر جمعیت دارد.